# Denis Miala

## Biografia
Denis Miala é um realizador angolano originário de Luanda, Angola. Ele é particularmente conhecido pelo seu trabalho na realização de videoclipes e pelo filme Moça lançado em 2021. A sua carreira começou nos anos 2000 com a realização de videoclipes para vários artistas angolanos e estrangeiros. Ao longo dos anos, Miala expandiu o seu repertório ao se aventurar no cinema, o que culminou com a realização de Moça.

## Carreira
Denis Miala iniciou a sua carreira realizando videoclipes. Ao longo dos anos, ele colaborou com artistas reconhecidos em Angola e no exterior. A sua paixão pelo cinema levou-o a realizar Moça em 2022, um filme que foi selecionado em vários festivais de cinema internacionais e ganhou vários prêmios em Angola.

### Filmografia
| Ano  | Título | Notas                                                    |
| ---- | ------ | -------------------------------------------------------- |
| 2021 | Moça   | Apresentado e recompensado em vários festivais de cinema |

## Distinções
Moça foi selecionado em vários festivais de cinema, incluindo o Luxor African Film Festival, o Festival Internacional de Cinema Panafricano de Cannes, Unitel Angola Move, e outros. Notavelmente, ganhou 7 prêmios dos 12 atribuídos no Festival Fesckianda 2023.